# Trepa árbol

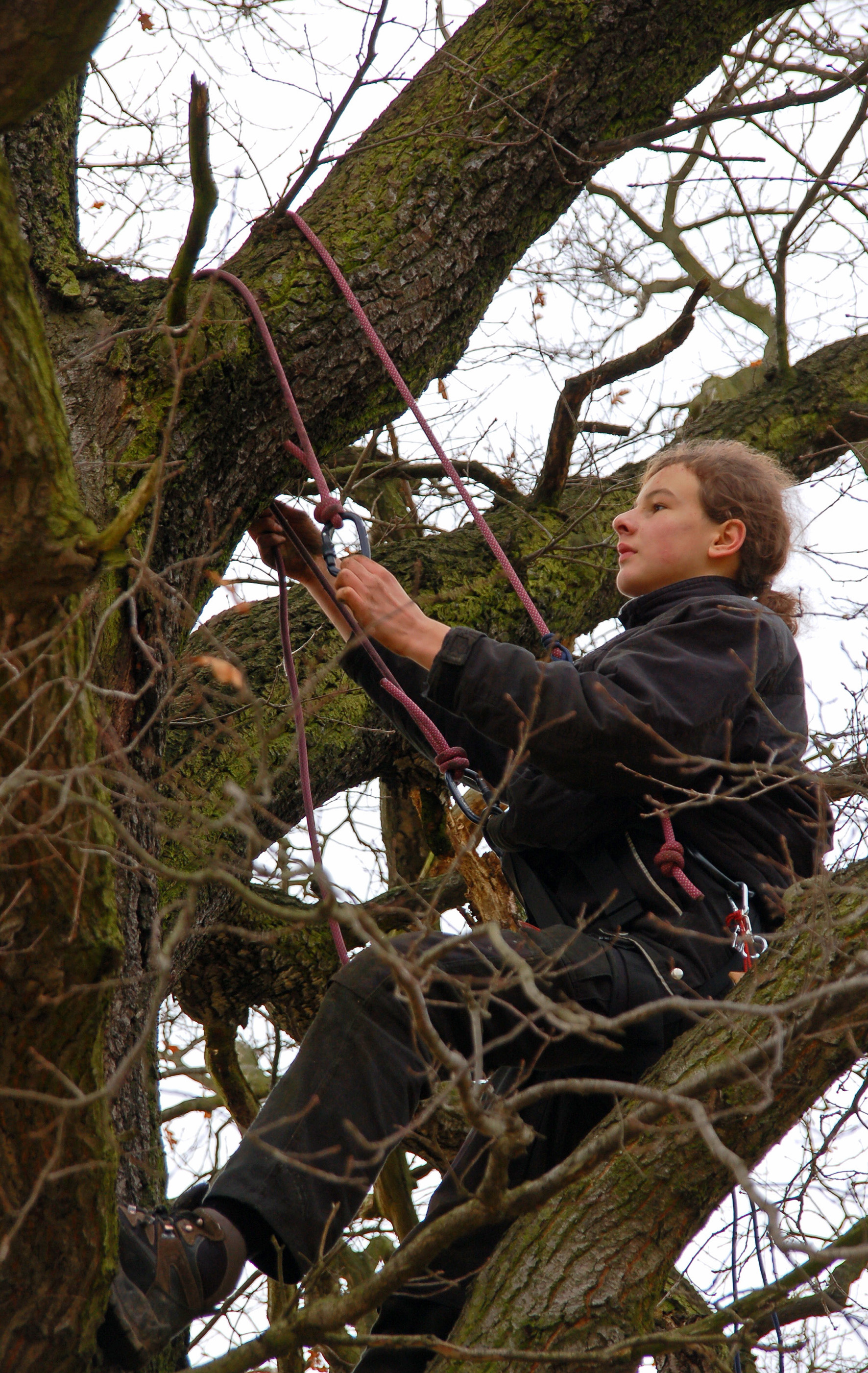
Muchacha realizando esta actividad

El Trepa árbol o Tree Climbing es un ocio verde que permite, con total respeto por el medio ambiente, descubrir el bosque desde otro punto de vista. Utilizando material especialmente adaptado que permite llegar hasta la copa de los árboles.
Muy lejos de los parques de aventura en los árboles que hemos conocido hasta ahora, el Trepa árbol es una actividad itinerante, que se adapta a diferentes lugares y público. Ninguna estructura y/o cable se instala en los árboles, sino que uno mismo puede evolucionar en el árbol (moverse por sus ramas, llegar hasta su copa, soñar en una hamaca...)
La educación y el respeto del medio ambiente son algunos de los pilares en los que se basa la actividad (código deontológico). El instructor titulado instala su material (de normativa Europea) que garantiza la seguridad máxima de los participantes y de los árboles.
Los múltiples materiales utilizados, cuerda, cintas, mosquetones, poleas, etc; son especialmente adecuados para no producir ningún tipo de roce ni desgaste en los árboles. Una vez que la actividad ha finalizado, se retira el material y los árboles recobran su tranquilidad.